# كارل بارجر
كارل بارجر (بالإنجليزية: Carl Barger)‏ هو محامي أمريكي، ولد في 18 أغسطس 1930، وتوفي في 9 ديسمبر 1992.